# Appy
Appy est une commune française située dans le département de l'Ariège, en région Occitanie.
Localisée dans le sud-est du département, la commune  fait partie, sur le plan historique et culturel, du pays du Sabarthès, structuré par la haute vallée de l'Ariège en amont du pays de Foix avec Tarascon-sur-Ariège comme ville principale. Exposée à un climat de montagne, elle est drainée par le ruisseau de Girabal, le ruisseau de la Cassagne et le ruisseau du lac d'Appy. La commune possède un patrimoine naturel remarquable composé de quatre zones naturelles d'intérêt écologique, faunistique et floristique.
Appy est une commune rurale qui compte 28 habitants en 2022, après avoir connu un pic de population de 236 habitants en 1831. Ses habitants sont appelés les Pynarols ou Pynaroles.

## Géographie

### Localisation
- 1Carte dynamique
- 2Carte OpenStreetMap
- 3Carte topographique
- 4Carte avec les communes environnantes

La commune d'Appy se trouve dans le département de l'Ariège, en région Occitanie.
Dans les contreforts du massif de Tabe à 930 m d'altitude, la commune se situe sur la route départementale 20, petite route de cimes dite « Route des corniches », au-dessus et relativement parallèle à la vallée de l'Ariège, dans le terroir historique du Sabarthès. On y accède depuis Les Cabannes par la D 120.
Elle se situe à 22 km à vol d'oiseau de Foix, préfecture du département, et à 12 km d'Ax-les-Thermes, bureau centralisateur du canton de Haute-Ariège dont dépend la commune depuis 2015 pour les élections départementales.
La commune fait en outre partie du bassin de vie d'Ax-les-Thermes.
Les communes les plus proches sont : 
Caychax-et-Senconac (1,2 km), Urs (1,7 km), Vèbre (1,9 km), Axiat (2,1 km), Lordat (2,2 km), Lassur (2,4 km), Vernaux (2,9 km).
Sur le plan historique et culturel, Appy fait partie du pays de Sabarthès, structuré par la haute vallée de l'Ariège en amont du pays de Foix avec Tarascon-sur-Ariège comme ville principale.
Les communes limitrophes sont Axiat, Montferrier, Urs, Vèbre et Caychax-et-Senconac.
|                     | Montferrier |       |
| Caychax-et-Senconac | Appy        | Axiat |
| Vèbre               | Urs         |       |

### Géologie et relief
La commune est située dans les Pyrénées, une chaîne montagneuse jeune, érigée durant l'ère tertiaire (il y a 40 millions d'années environ), en même temps que les Alpes. Les terrains affleurants sur le territoire communal sont constitués de roches métamorphiques datant du Protérozoïque, le dernier éon du Précambrien sur l’échelle des temps géologiques. La structure détaillée des couches affleurantes est décrite dans la feuille « n°1087 - Vicdessos » de la carte géologique harmonisée au 1/50 000ème du département de l'Ariège, et sa notice associée.
La superficie cadastrale de la commune publiée par l’Insee, qui sert de références dans toutes les statistiques, est de 6,1 km2,. La superficie géographique, issue de la BD Topo, composante du Référentiel à grande échelle produit par l'IGN, est la même. Son relief est particulièrement découpé puisque la dénivelée maximale atteint 1 424 mètres. L'altitude du territoire varie entre 744 m et 2 168 m.

### Hydrographie

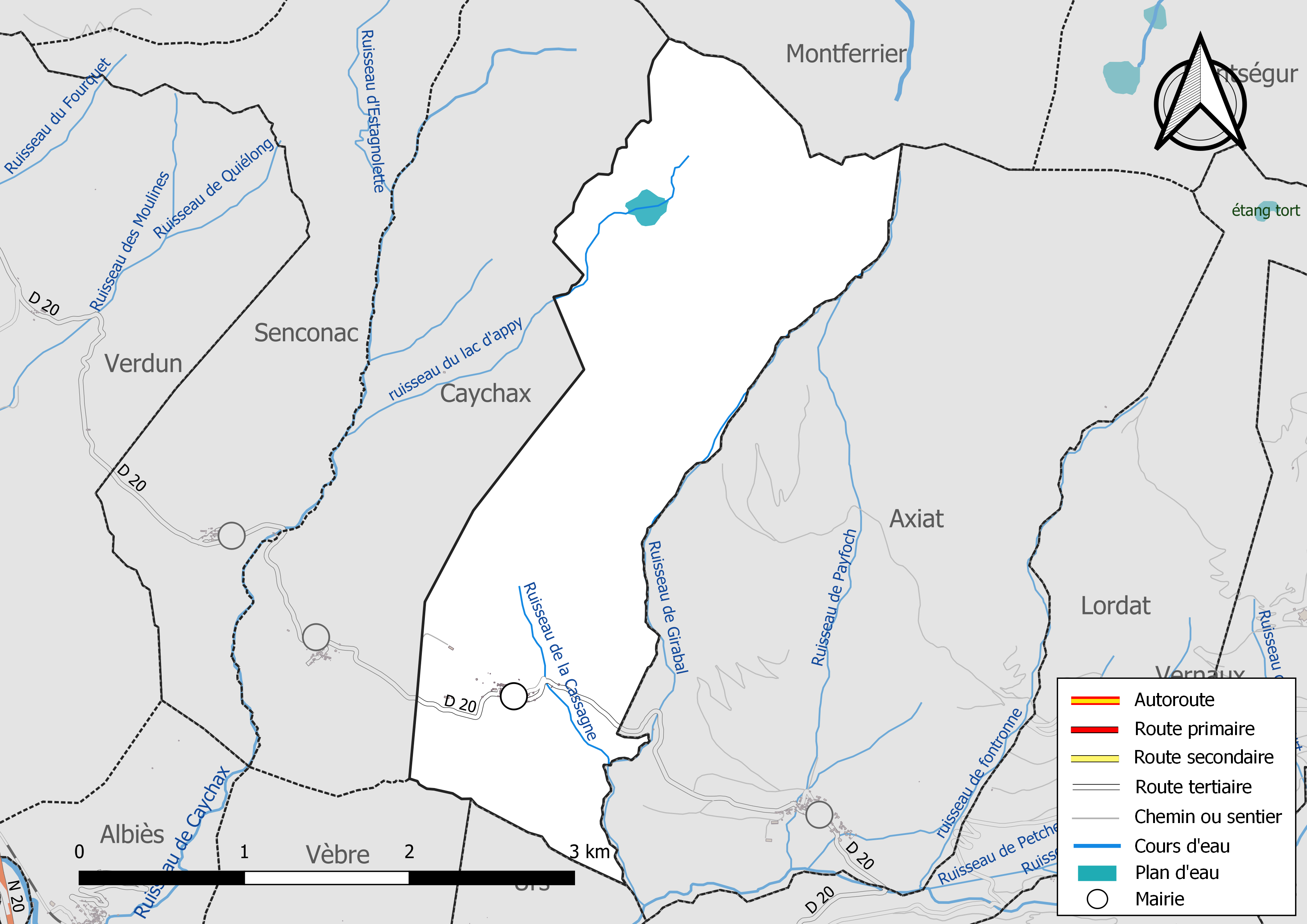
Réseaux hydrographique et routier d'Appy.

La commune est drainée par le ruisseau de Girabal, le ruisseau de la Cassagne et le ruisseau du lac d'Appy, constituant un réseau hydrographique de 3 km de longueur totale,.

### Climat
Pour des articles plus généraux, voir Climat de l'Occitanie et Climat de l'Ariège.
En 2010, le climat de la commune est de type climat des marges montargnardes, selon une étude s'appuyant sur une série de données couvrant la période 1971-2000. En 2020, Météo-France publie une typologie des climats de la France métropolitaine dans laquelle la commune est exposée à un climat de montagne et est dans la région climatique Pyrénées centrales, caractérisée par une pluviométrie annuelle de 1 000 à 1 200 mm.
Pour la période 1971-2000, la température annuelle moyenne est de 9,9 °C, avec une amplitude thermique annuelle de 15,6 °C. Le cumul annuel moyen de précipitations est de 864 mm, avec 8,4 jours de précipitations en janvier et 7,4 jours en juillet. Pour la période 1991-2020, la température moyenne annuelle observée sur la station météorologique la plus proche, située sur la commune d'Aston à 5 km à vol d'oiseau, est de 5,9 °C et le cumul annuel moyen de précipitations est de 1 103,9 mm,. Pour l'avenir, les paramètres climatiques de la commune estimés pour 2050 selon différents scénarios d'émission de gaz à effet de serre sont consultables sur un site dédié publié par Météo-France en novembre 2022.

### Milieux naturels et biodiversité
L’inventaire des zones naturelles d'intérêt écologique, faunistique et floristique (ZNIEFF) a pour objectif de réaliser une couverture des zones les plus intéressantes sur le plan écologique, essentiellement dans la perspective d’améliorer la connaissance du patrimoine naturel national et de fournir aux différents décideurs un outil d’aide à la prise en compte de l’environnement dans l’aménagement du territoire.
Deux ZNIEFF de type 1 sont recensées sur la commune :
le « massif de Tabe - Saint-Barthélemy » (15 185 ha), couvrant 20 communes du département, et 
les « quiès calcaires d'Albiès à Caussou » (1 328 ha), couvrant 14 communes du département
et deux ZNIEFF de type 2, : 
- les « montagnes d'Olmes » (31 924 ha), couvrant 33 communes dont 31 dans l'Ariège et 2 dans l'Aude[24] ;
- les « parois calcaires et quiès de la haute vallée de l'Ariège » (9 891 ha), couvrant 40 communes du département[25].

Carte des ZNIEFF de type 1 et 2 à Appy.
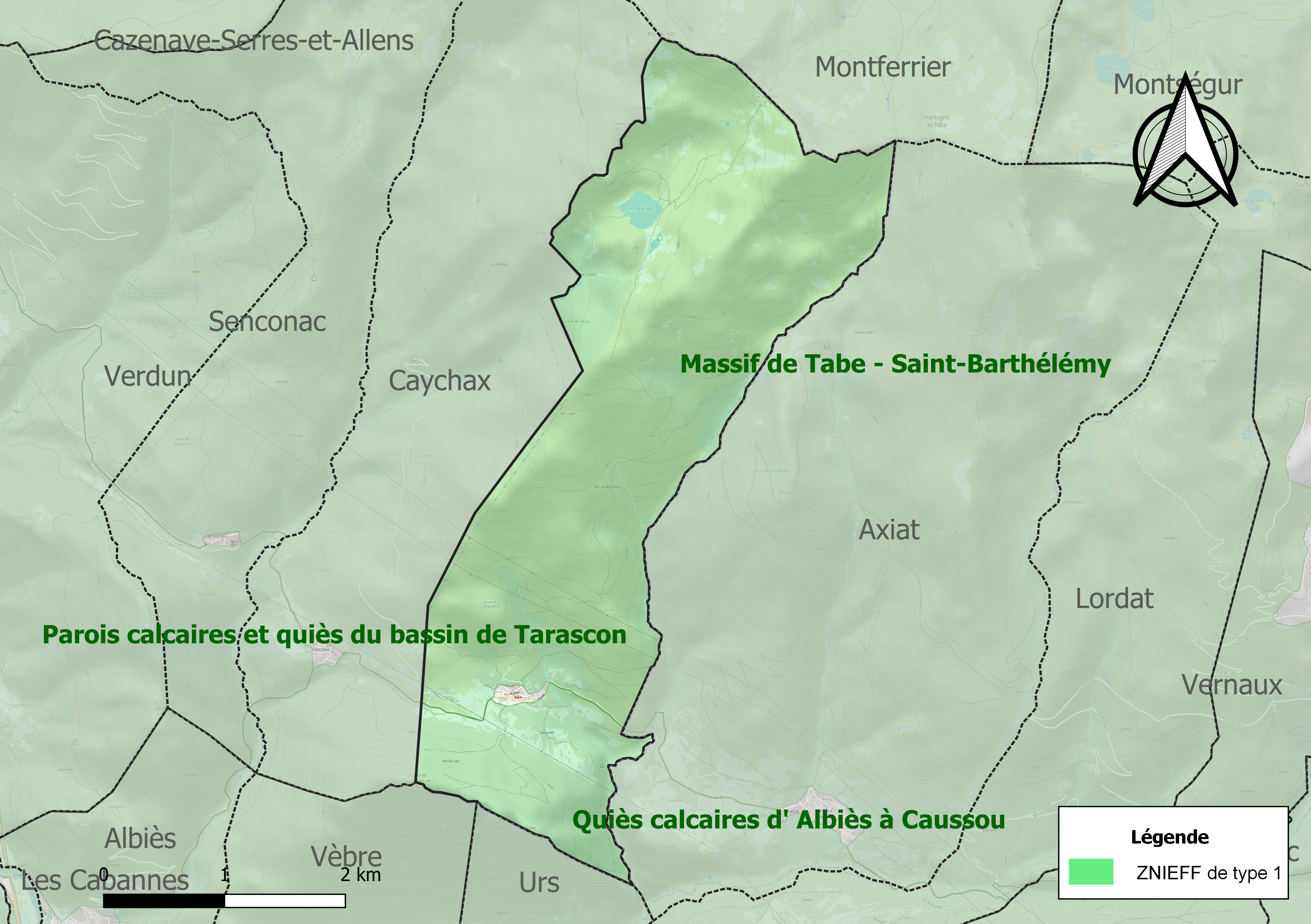
Carte des ZNIEFF de type 1 sur la commune.
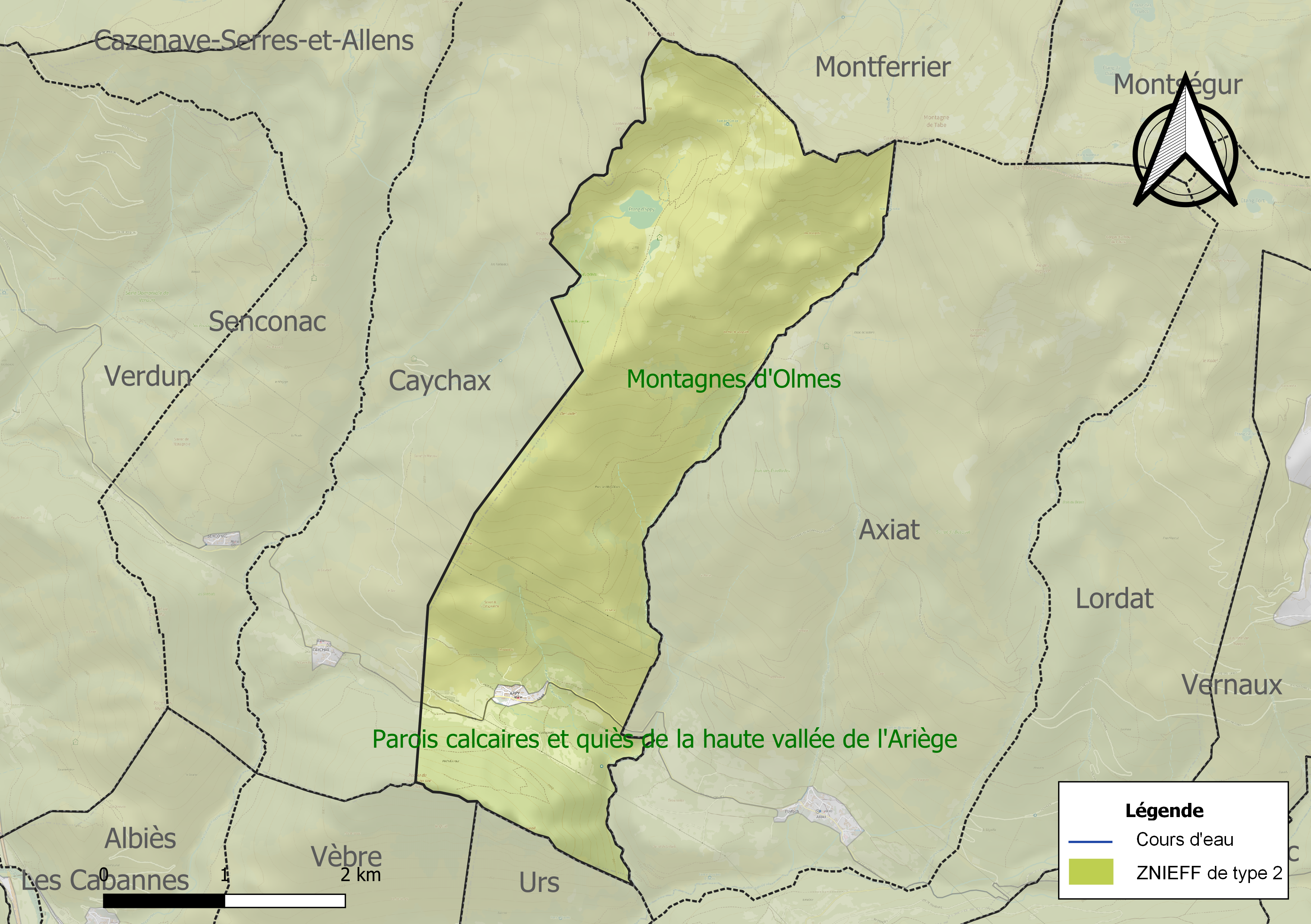
Carte des ZNIEFF de type 2 sur la commune.

## Urbanisme

### Typologie
Au 1er janvier 2024, Appy est catégorisée commune rurale à habitat très dispersé, selon la nouvelle grille communale de densité à 7 niveaux définie par l'Insee en 2022.
Elle est située hors unité urbaine et hors attraction des villes,.

### Occupation des sols

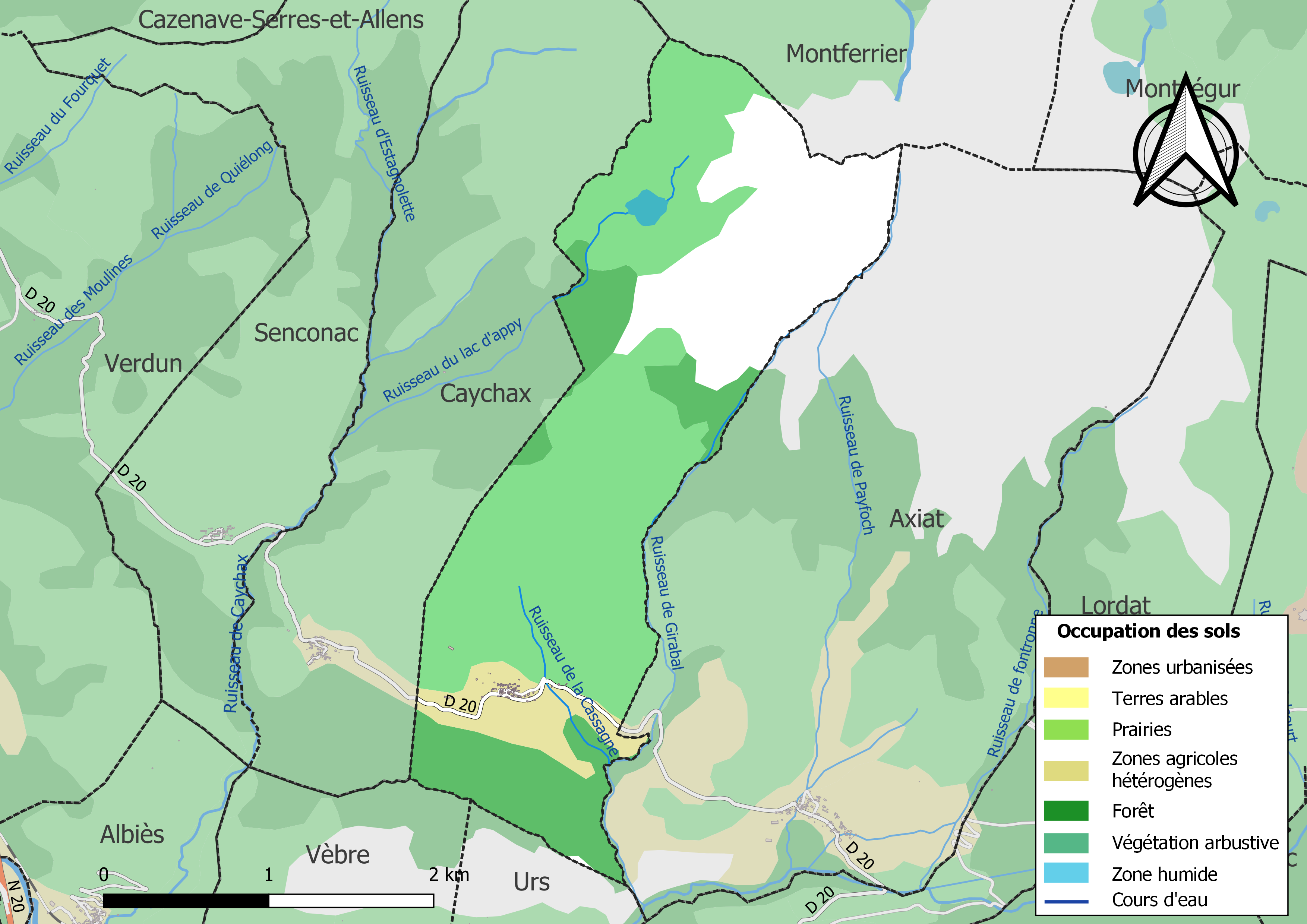
Carte des infrastructures et de l'occupation des sols de la commune en 2018 (CLC).

L'occupation des sols de la commune, telle qu'elle ressort de la base de données européenne d’occupation biophysique des sols Corine Land Cover (CLC), est marquée par l'importance des forêts et milieux semi-naturels (93,4 % en 2018), une proportion identique à celle de 1990 (93,4 %). La répartition détaillée en 2018 est la suivante : 
milieux à végétation arbustive et/ou herbacée (68,3 %), forêts (18,5 %), zones agricoles hétérogènes (6,6 %), espaces ouverts, sans ou avec peu de végétation (6,6 %). L'évolution de l’occupation des sols de la commune et de ses infrastructures peut être observée sur les différentes représentations cartographiques du territoire : la carte de Cassini (XVIIIe siècle), la carte d'état-major (1820-1866) et les cartes ou photos aériennes de l'IGN pour la période actuelle (1950 à aujourd'hui).

### Habitat et logement
En 2018, le nombre total de logements dans la commune était de 36, alors qu'il était de 37 en 2013 et de 38 en 2008.
Parmi ces logements, 27,3 % étaient des résidences principales, 69,9 % des résidences secondaires et 2,8 % des logements vacants. Ces logements étaient pour 93,9 % d'entre eux des maisons individuelles et pour 6,1 % des appartements.
Le tableau ci-dessous présente la typologie des logements à Appy en 2018 en comparaison avec celle de l'Ariège et de la France entière. Une caractéristique marquante du parc de logements est ainsi une proportion de résidences secondaires et logements occasionnels (69,9 %) supérieure à celle du département (24,6 %) et à celle de la France entière (9,7 %). Concernant le statut d'occupation de ces logements, 77,8 % des habitants de la commune sont propriétaires de leur logement (84,6 % en 2013), contre 66,3 % pour l'Ariège et 57,5 % pour la France entière.
| Typologie                                               | Appy | Ariège | France entière |
| ------------------------------------------------------- | ---- | ------ | -------------- |
| Résidences principales (en %)                           | 27,3 | 65,7   | 82,1           |
| Résidences secondaires et logements occasionnels (en %) | 69,9 | 24,6   | 9,7            |
| Logements vacants (en %)                                | 2,8  | 9,7    | 8,2            |

### Risques majeurs

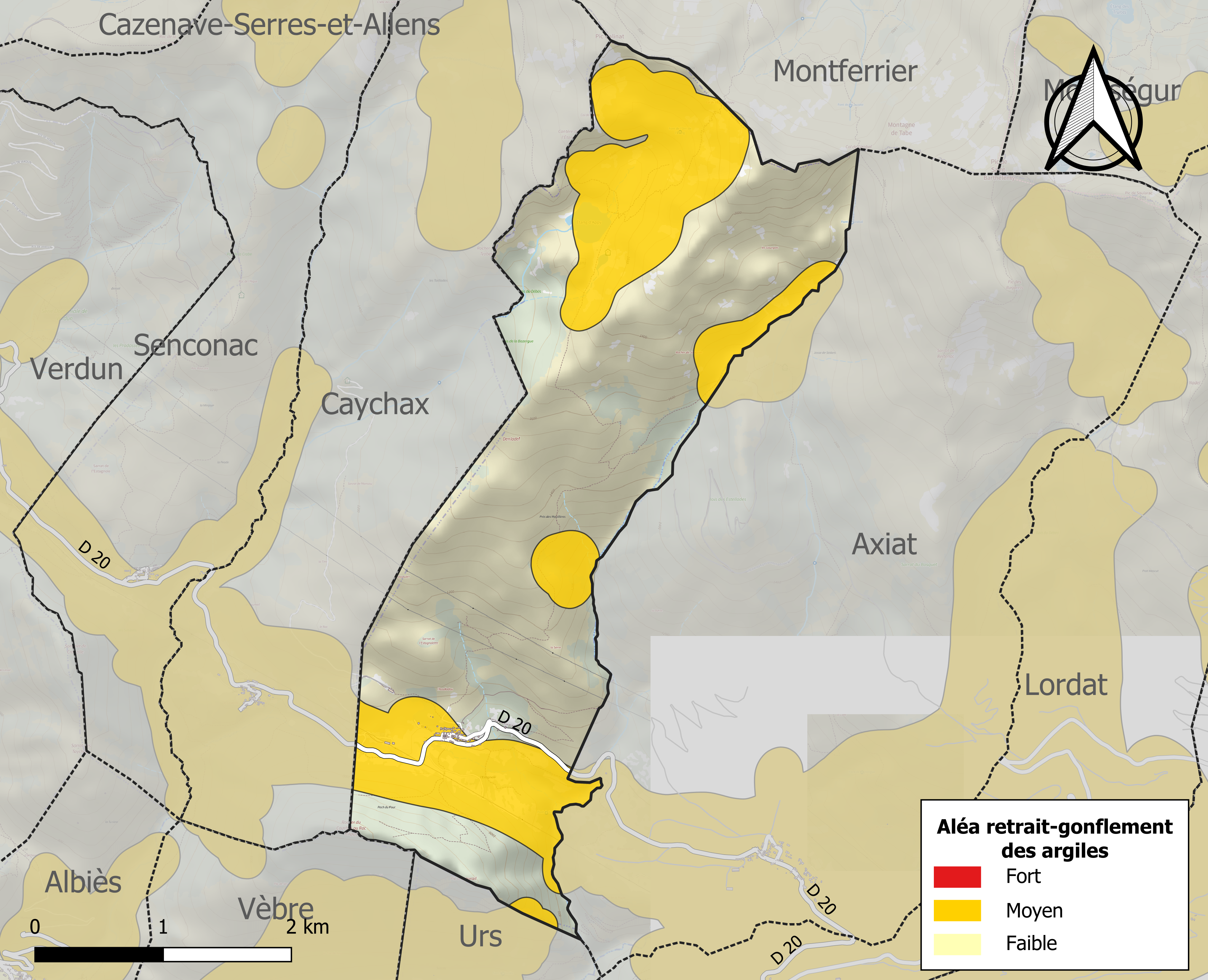
Zonage de l'aléa retrait-gonflement des argiles sur la commune d'Appy.

Le territoire de la commune d'Appy est vulnérable à différents aléas naturels : inondations, climatiques (grand froid ou canicule), feux de forêts, mouvements de terrains, avalanche  et séisme (sismicité modérée),.
Certaines parties du territoire communal sont susceptibles d’être affectées par le risque d’inondation par crue torrentielle d'un cours d'eau, ou ruissellement d'un versant.
Les mouvements de terrains susceptibles de se produire sur la commune sont soit des chutes de blocs, soit des glissements de terrains, soit des mouvements liés au retrait-gonflement des argiles. Près de 50 % de la superficie du département est concernée par l'aléa retrait-gonflement des argiles, dont la commune d'Appy. L'inventaire national des cavités souterraines permet par ailleurs de localiser celles situées sur la commune.

## Histoire
Mentionnée dès 1074, Appy fait l’objet d’une donation des comtes de Foix à l’abbaye de Cluny, sous l’appellation de « Pinus ».
Sur les 49 habitants recensés en 1954, Appy comptait 7 célibataires masculins entre 20 et 40 ans. Le travail des femmes d'éleveurs est particulièrement pénible à la montagne voire jugé dégradant par les intéressées. Selon Georges Bertrand, les petites communes des hautes soulanes de la haute vallée de l'Ariège ont particulièrement souffert de l'exode rural du fait de leur isolement et des conditions de vie.
En juillet 2020, les 11 foyers du village reçoivent en prêt gratuit une Renault Zoé avec les équipements nécessaires à la recharge afin d'expérimenter l'utilisation d'un véhicule électrique en zone de montagne isolée. Une borne publique est aussi installée au village.

## Politique et administration

### Découpage territorial
La commune d'Appy est membre de la communauté de communes de la Haute Ariège, un établissement public de coopération intercommunale (EPCI) à fiscalité propre créé le 27 septembre 2016 dont le siège est à Luzenac. Ce dernier est par ailleurs membre d'autres groupements intercommunaux.
Sur le plan administratif, elle est rattachée à l'arrondissement de Foix, au département de l'Ariège, en tant que circonscription administrative de l'État, et à la région Occitanie.
Sur le plan électoral, elle dépend du canton de Haute-Ariège pour l'élection des conseillers départementaux, depuis le redécoupage cantonal de 2014 entré en vigueur en 2015, et de la première circonscription de l'Ariège  pour les élections législatives, depuis le redécoupage électoral de 1986.

### Liste des maires
| Période                                  | Période               | Identité     | Étiquette | Qualité           |
| ---------------------------------------- | --------------------- | ------------ | --------- | ----------------- |
| avant 1988                               | ?                     | Marius Rouan |           |                   |
| mars 2001                                | décembre 2020 (décès) | Yves Huez    | DVG       | Retraité agricole |
| 2021                                     | En cours              | David Huez   |           |                   |
| Les données manquantes sont à compléter. |                       |              |           |                   |

En 2016, la mairie n'occupe qu'une partie du rez-de-chaussée de son bâtiment, le reste étant constitué de logements.

### Politique environnementale
En 2020, l'ensemble des foyers de la commune vont participer à une expérience de 3 années d'utilisation de véhicules électriques en zone rurale. La société Renault offre un véhicule par foyer, et son raccordement électrique de rechargement, pour étudier l'usage de ce type de véhicule en zone non urbaine.
Les habitants et la mairie ont alors souhaité s’assurer qu’une partie des besoins en électricité soit produite par des panneaux photovoltaïques. Avec l'appui de la coopérative d’intérêt collectif Enercoop Midi-Pyrénées, une étude a pu être réalisée pour la mise en place d’une opération innovante d’autoconsommation collective. Celle-ci a été inaugurée le 5 novembre 2022.

## Population et société

### Démographie
Ses habitants sont les Pynarols et les Pynaroles.L'évolution du nombre d'habitants est connue à travers les recensements de la population effectués dans la commune depuis 1793. Pour les communes de moins de 10 000 habitants, une enquête de recensement portant sur toute la population est réalisée tous les cinq ans, les populations de référence des années intermédiaires étant quant à elles estimées par interpolation ou extrapolation. Pour la commune, le premier recensement exhaustif entrant dans le cadre du nouveau dispositif a été réalisé en 2006.

En 2022, la commune comptait 28 habitants, en évolution de +16,67 % par rapport à 2016 (Ariège : +1,48 %, France hors Mayotte : +2,11 %).
| 1793 | 1800 | 1806 | 1821 | 1831 | 1836 | 1841 | 1846 | 1851 |
| ---- | ---- | ---- | ---- | ---- | ---- | ---- | ---- | ---- |
| 178  | 188  | 202  | 235  | 236  | 227  | 215  | 224  | 224  |

| 1856 | 1861 | 1866 | 1872 | 1876 | 1881 | 1886 | 1891 | 1896 |
| ---- | ---- | ---- | ---- | ---- | ---- | ---- | ---- | ---- |
| 165  | 148  | 141  | 128  | 134  | 125  | 126  | 124  | 106  |

| 1901 | 1906 | 1911 | 1921 | 1926 | 1931 | 1936 | 1946 | 1954 |
| ---- | ---- | ---- | ---- | ---- | ---- | ---- | ---- | ---- |
| 100  | 97   | 100  | 82   | 77   | 65   | 70   | 58   | 49   |

| 1962 | 1968 | 1975 | 1982 | 1990 | 1999 | 2006 | 2011 | 2016 |
| ---- | ---- | ---- | ---- | ---- | ---- | ---- | ---- | ---- |
| 34   | 27   | 20   | 14   | 7    | 9    | 21   | 29   | 24   |

| 2021 | 2022 | - | - | - | - | - | - | - |
| ---- | ---- | - | - | - | - | - | - | - |
| 28   | 28   | - | - | - | - | - | - | - |

Le village est devenu presque inhabité, à tel point qu'il y eut une période de 64 ans sans aucun mariage : le mariage de deux habitants, en 1946, et celui de 2010 qui fit l'objet d'un article dans La Dépêche du Midi pour l'occasion.

### Manifestations culturelles et festivités
{{..}}

## Culture locale et patrimoine

### Lieux et monuments
- Moulin restauré.
- Étang d'Appy à 1 734 m d'altitude et prolongation vers le col de Girabal (1 996 m) puis vers le pic de Saint-Barthélemy.
- Grotte de la Cassagne avec un développement de 1 100 m.
- Falaise d'Appy : site d'escalade avec 26 voies du 4c au 7b[49].
- Début 2017, la commune est « réputée sans clochers »[50] et le culte dépend de la paroisse de Luzenac.  - Mairie.

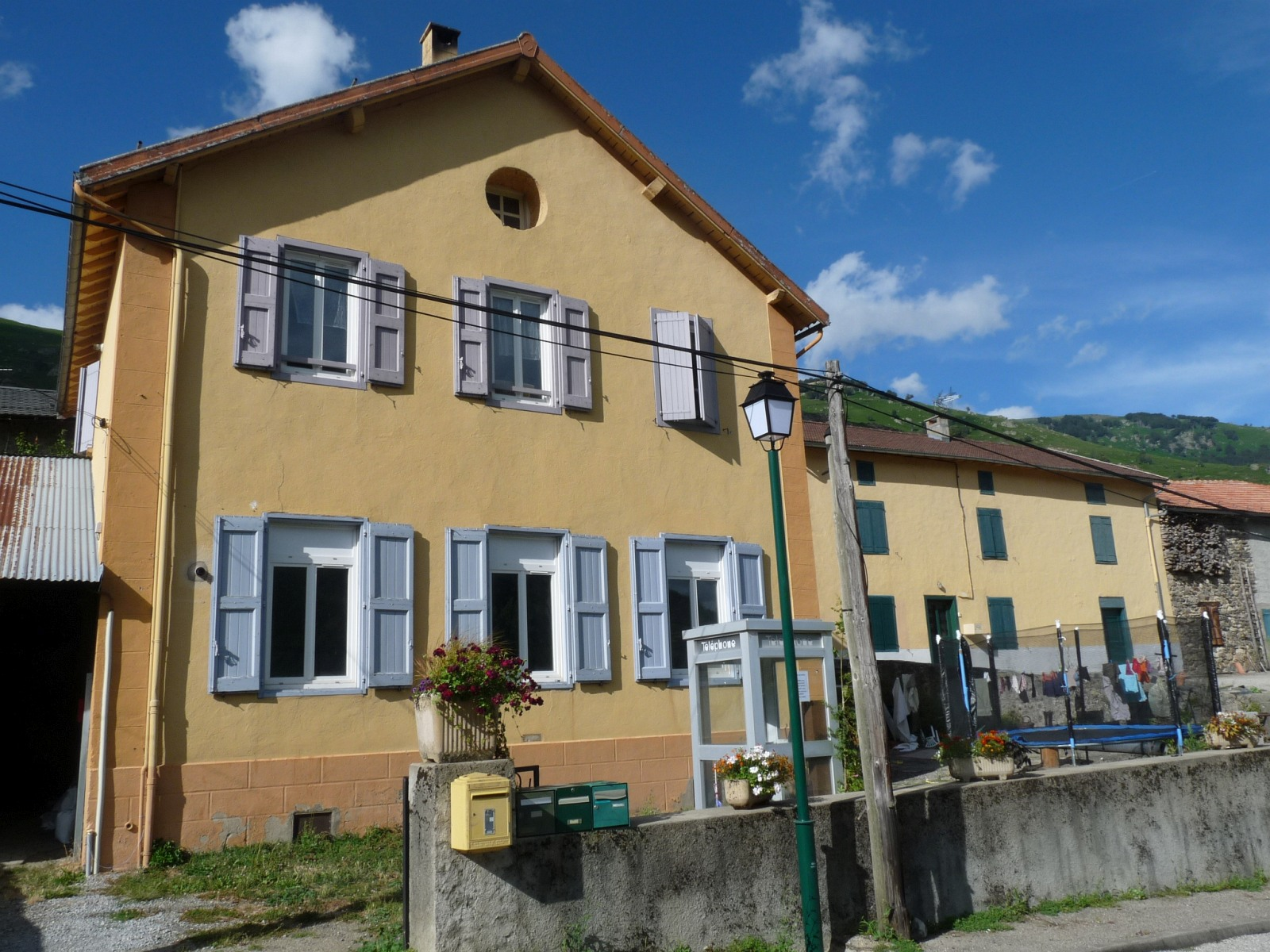
Mairie.
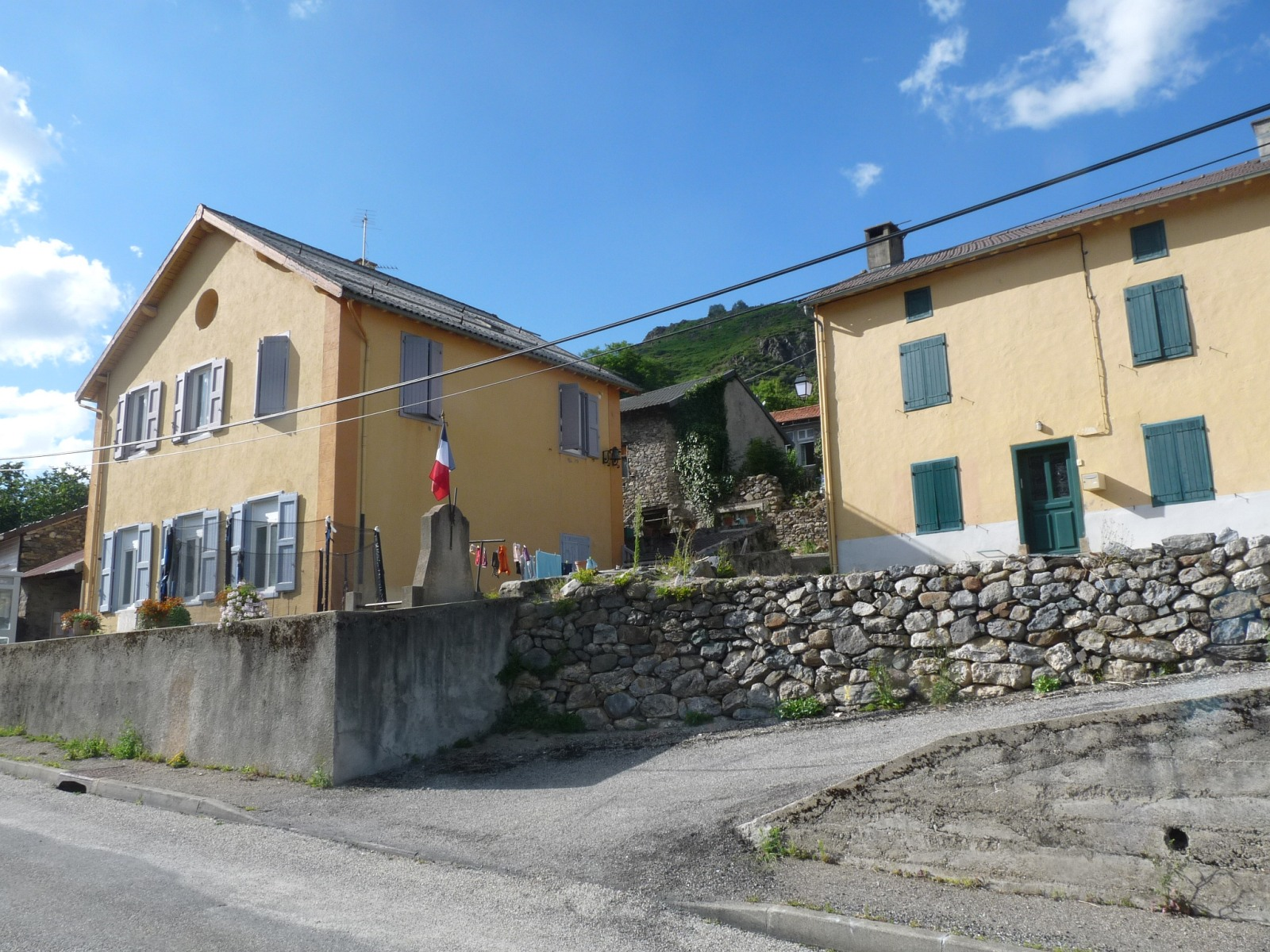
Mairie et monument aux morts.
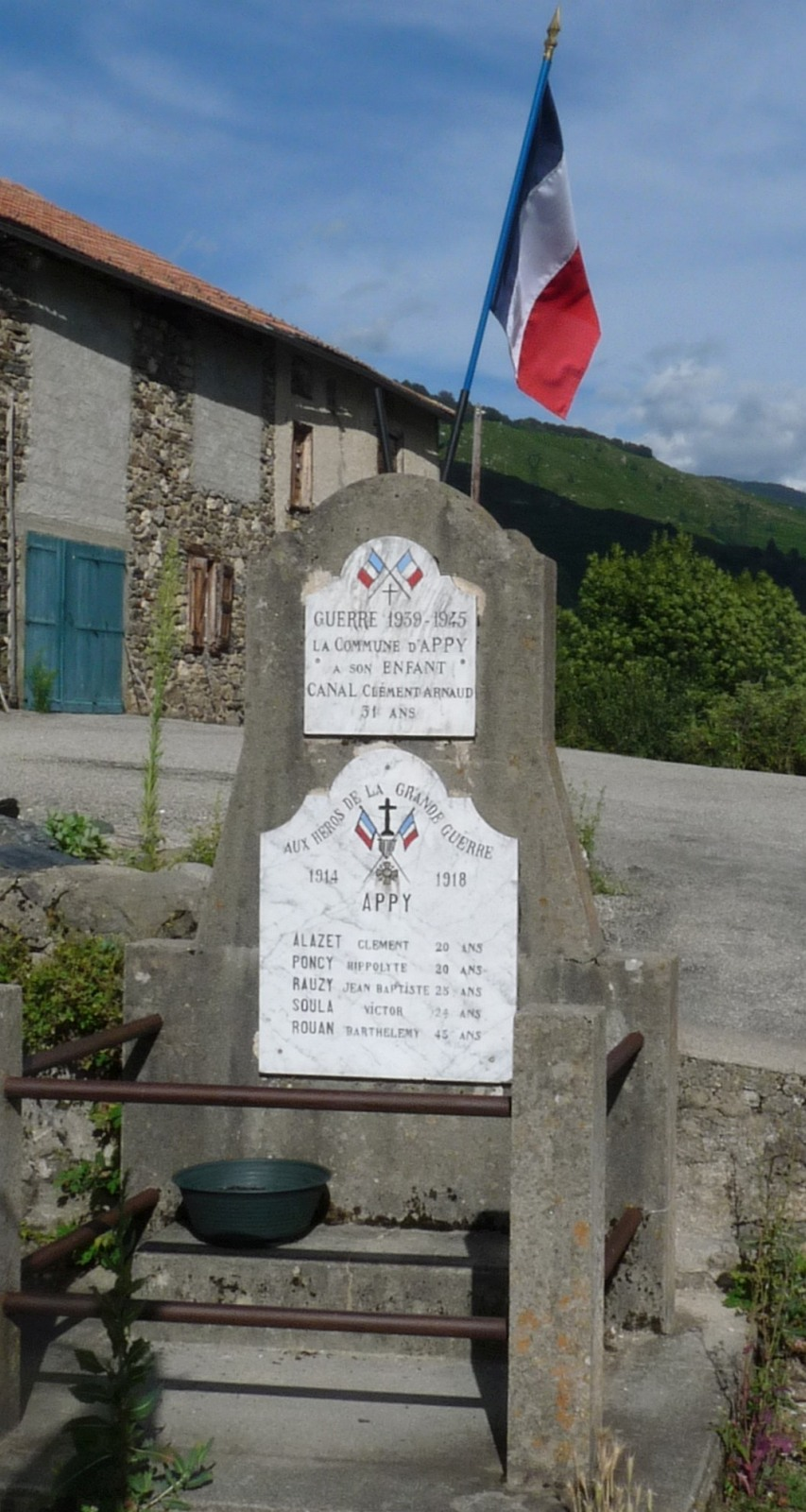
Le monument aux morts.
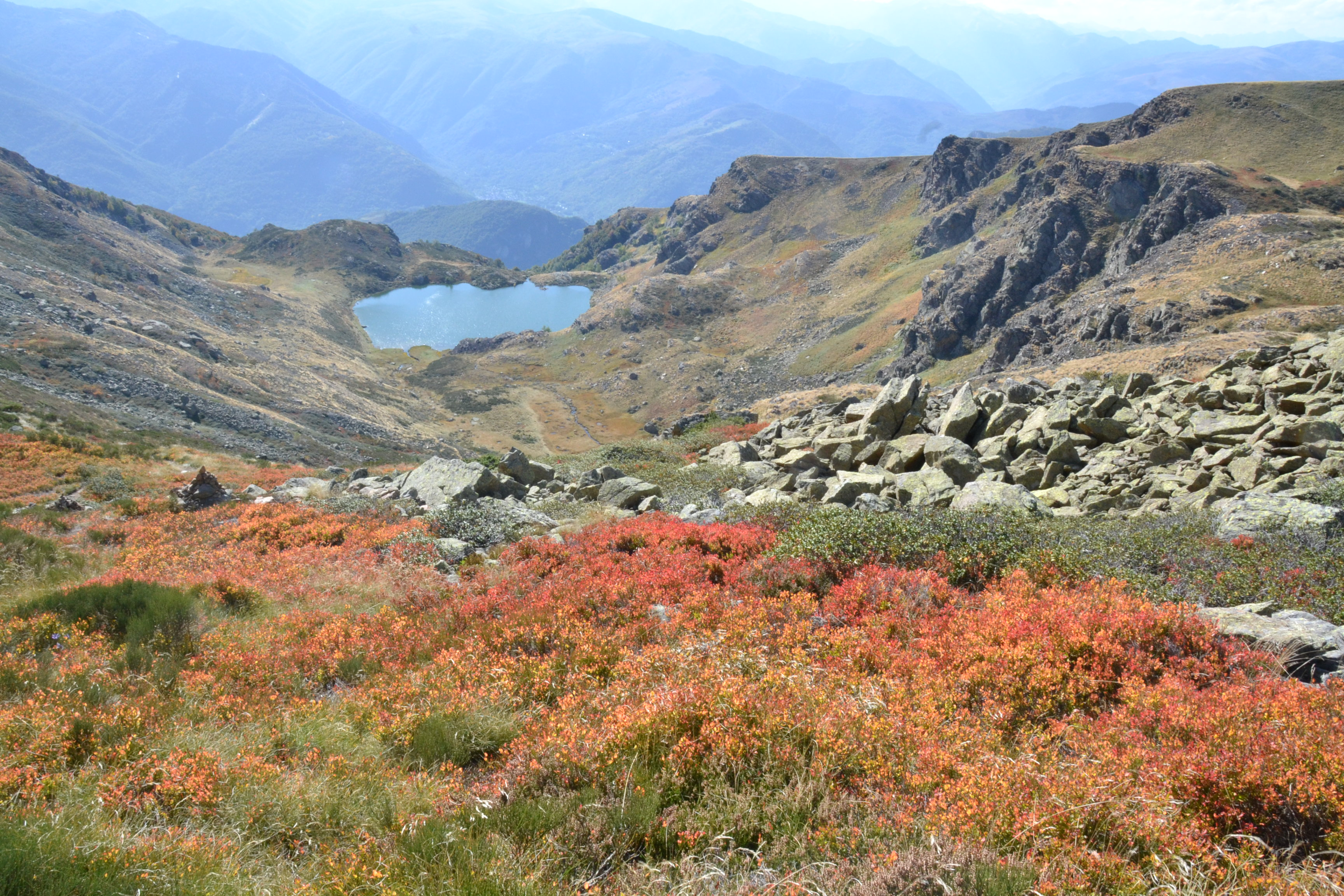
Vue sur l'étang d'Appy depuis le chemin descendant du col de l'étang (versant sud du massif de Tabe, Ariège, France).
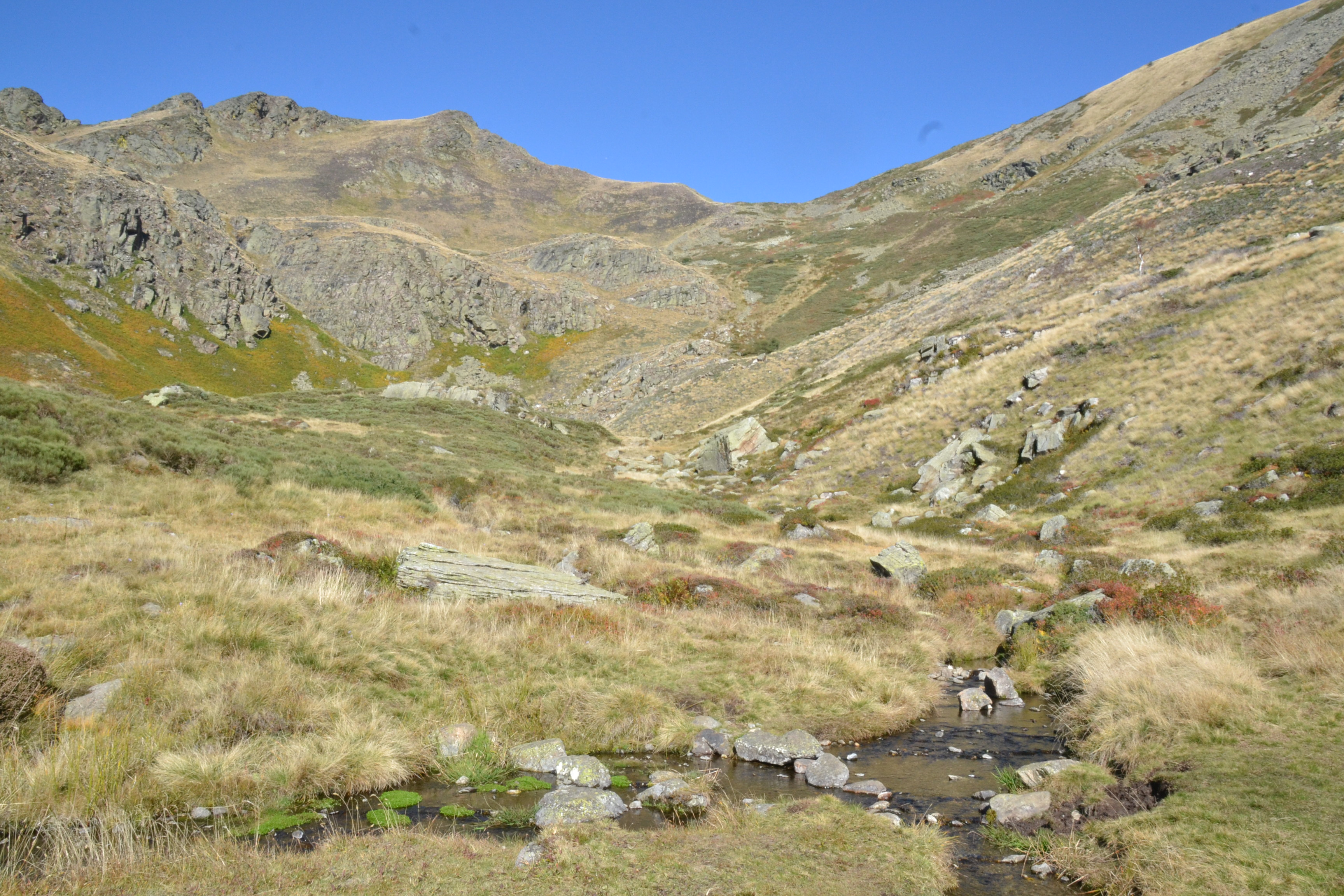
Cirque au nord de l'étang d'Appy.
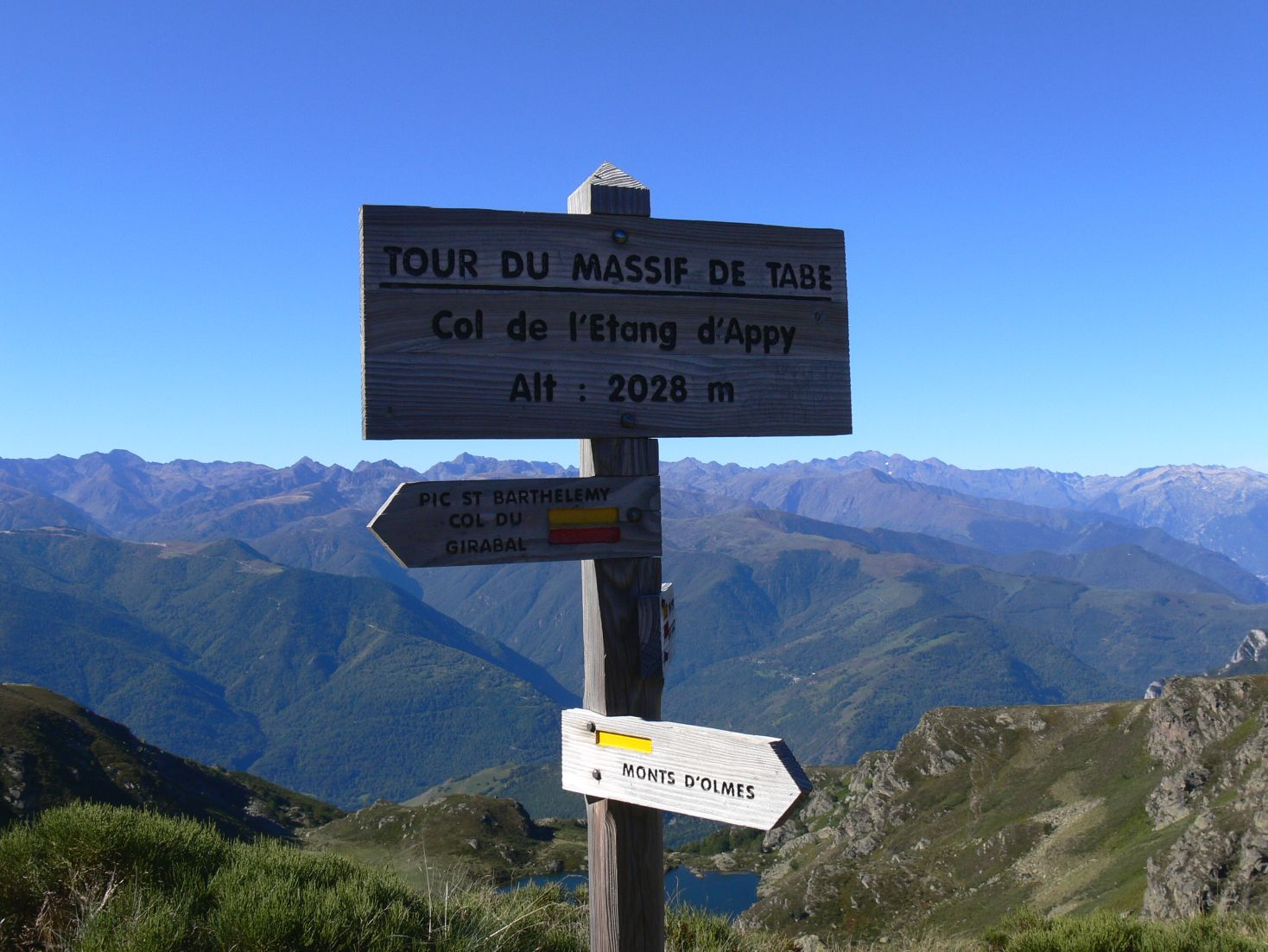
Col de l'Étang d'Appy (massif de Tabe, Ariège, France). Au fond, les Pyrénées ariégeoises et andorranes.

  - Mairie et monument aux morts.
  - Le monument aux morts.
  - Vue sur l'étang d'Appy depuis le chemin descendant du col de l'étang (versant sud du massif de Tabe, Ariège, France).
  - Cirque au nord de l'étang d'Appy.
  - Col de l'Étang d'Appy (massif de Tabe, Ariège, France). Au fond, les Pyrénées ariégeoises et andorranes.

## Pour approfondir